# Subulicium rallum
Subulicium rallum är en svampart som först beskrevs av H.S. Jacks., och fick sitt nu gällande namn av Jülich & Stalpers 1980. Subulicium rallum ingår i släktet Subulicium, ordningen Hymenochaetales, klassen Agaricomycetes, divisionen basidiesvampar och riket svampar.  Arten är reproducerande i Sverige. Inga underarter finns listade i Catalogue of Life.